# Tomaso Da Rin
Tomaso Da Rin Beta (Laggio, 3 febbraio 1838 – Venezia, 15 giugno 1922) è stato un pittore italiano.

## Biografia
Nacque dalla famiglia Da Rin del Beta. Dimostrò fin da ragazzo una spiccata attitudine per le arti figurative. Frequentò l'Accademia delle Belle Arti di Venezia. Lavorò a Vienna ed in Ungheria per l'arcivescovo Strossmayer. Abile ritrattista, lasciò molte opere che impreziosiscono ancora oggi le case e le sagrestie di molti paesi cadorini, quali i ritratti di monsignor Antonio Da Rin, suo compaesano ed amico intimo d'infanzia, e di monsignor Gabriele Gregori, entrambi per la sagrestia di Santa Giustina di Auronzo, di monsignor Pietro Peruzzi nella canonica di Vigo, nonché quelli di monsignor Giovanni De Donà di Lorenzago e del fratello Carlo, conservati a Perarolo e a Vallesella di Domegge.
Si dedicò anche ad opere di soggetto sacro, prime fra tutte la Cacciata dei profanatori dal tempio e Gesù tra i bambini nella chiesa di San Martino a Vigo, rispettivamente del 1881 e del 1885. Le due sontuose tele ebbero riconoscimenti ben al di fuori del suo paese natale e vennero apprezzate all'Esposizione di Torino, a Venezia ed a Parigi. Sempre nella plebana di Vigo, sull'altare di san Rocco, un'altra sua opera rappresenta la Sacra Famiglia, mentre a Laggio va segnalata la pala di sant'Antonio abate, a Pelos quella della Madonna, a Lozzo la Beata Vergine della Pietà, a Lorenzago la pala dei santi Rocco e Sebastiano.
Opere di soggetto sacro si trovano anche nelle chiese di Padola, Casamazzagno, Borca, Auronzo, Rivamonte, Tiser, ecc.